# 227 Filozofija
227 Filozofija (mednarodno ime 227 Philosophia) je asteroid v glavnem asteroidnem pasu. 

## Odkritje
Asteroid sta odkrila brata Paul Henry in Prosper Henry 12. avgusta 1882 v Parizu . Odkritje se priznava Paulu Henryju. Imenuje se po filozofiji.

## Lastnosti
Asteroid Filozofija obkroži Sonce v 5,6 letih. Njegova tirnica ima izsrednost 0,198, nagnjena pa je za 9,148° proti ekliptiki. Njegov premer je 87,31 km .